# Ferrari FXX
La Ferrari FXX è una autovettura ad alte prestazioni prodotta nel 2005 in 30 esemplari. È destinata unicamente all'utilizzo in pista nell'ambito di un programma di ricerca e sviluppo promosso dalla Ferrari a vantaggio dei suoi clienti più appassionati.
L'auto usa la tecnologia sviluppata sulla Enzo e la combina con tutte le ultime novità della Ferrari e dei suoi fornitori abituali. Essa dà il via al Programma FXX, che prosegue con la sua erede Ferrari FXX K.

## La vettura
Essenzialmente è una evoluzione della Enzo, con cui condivide diverse parti, anche se alcuni componenti significativi sono di nuova progettazione; il motore (F140 DA) è basato su quello della progenitrice, ampliato dagli originari 5 998 cm³ agli attuali 6 262 cm³. Anche la potenza ha subito un notevole incremento, passando dai 660 CV ai circa 800 erogati a 8 500 giri nella prima versione presentata nel 2005.

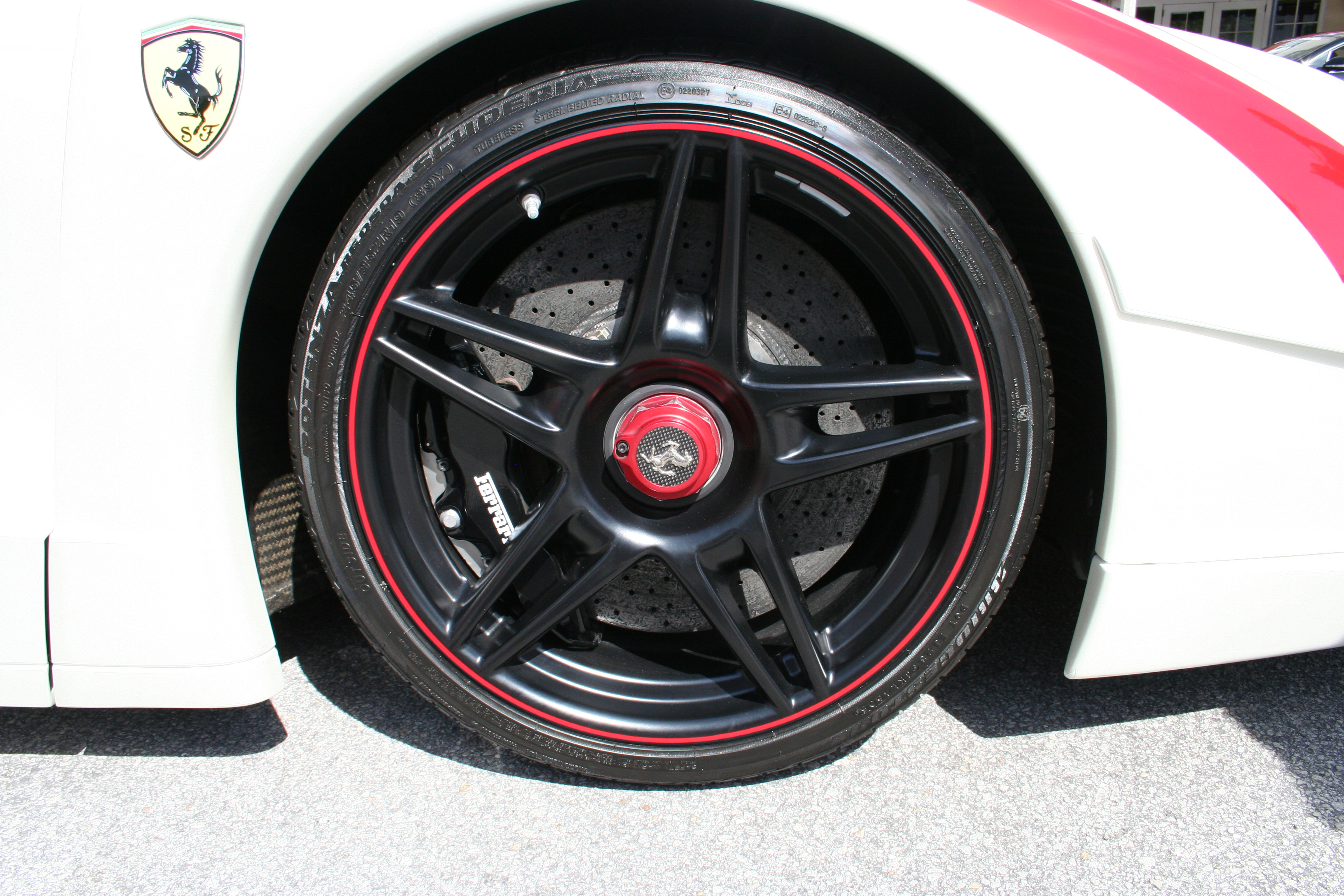
Dettaglio del cerchio di una FXX

Il cambio deriva direttamente dalla vettura di Formula 1 ed ha un tempo di risposta di circa 80 ms; l'impianto frenante è stato anch'esso adeguato, sempre dalla base della Enzo, con i dischi in materiale carboceramico. Gli pneumatici della FXX da 19 pollici (483 mm) tipicamente "slick" sono stati sviluppati espressamente per questa vettura dalla Bridgestone.
Anche le prestazioni di questo modello sono notevoli, con una velocità di punta limitata a 345 km/h essendo un'auto destinata all'unico uso in pista, dove difficilmente si superano tali velocità, mentre la velocità massima stimata senza limitatore è di 390 km/h ed una accelerazione da 0 a 100 km/h inferiore ai 2,8 secondi. Nel 2007 in alcuni test sul Circuito di Fiorano la vettura condotta da Andrea Bertolini ha girato con il tempo di 1'16" stabilendo la sua migliore prestazione, 9 secondi più rapida rispetto al miglior tempo della Ferrari Enzo da cui deriva.
Un'altra caratteristica che la rende simile a una vettura da corsa è quella di avere l'abitacolo costruito attorno al pilota con configurazione personalizzata del sedile di guida e della pedaliera; sempre di derivazione dall'attività sportiva è la presenza di un completo sistema di telemetria, che permette la rilevazione di tutti i parametri di utilizzazione della vettura.
Alla sua uscita sul mercato, nel 2005, la FXX è risultata la più cara vettura sul mercato con un prezzo di vendita di 1,8 milioni di Dollari, battendo il primato precedente, appartenente dal 1994 alla Schuppan 962CR venduta per circa 1,5 milioni.
Tutti i 30 esemplari previsti sono stati immediatamente venduti ad una selezionata clientela Ferrari, che avrà la possibilità di partecipare anche agli ulteriori programmi previsti dalla casa.
Originariamente erano previsti 29 esemplari, ma in seguito ne è stato realizzato uno ulteriore (completamente nero) per Michael Schumacher, che l'ha portato in pista in occasione del Ferrari Day del Nürburgring e le finali Mondiali Ferrari di Monza e gli è stato consegnato nel 2005 al suo rientro dopo il GP di Turchia. Lo stesso Schumacher è stato ospite nella puntata di apertura della tredicesima stagione di Top Gear stabilendo proprio con la sua FXX un tempo di 1.10.7, uno dei migliori di sempre sul circuito della trasmissione televisiva, tuttavia essendo un veicolo non qualificato cioè una vettura non omologata per l'uso stradale ed equipaggiata con pneumatici slick, il suo tempo non viene preso in considerazione e non è riportato nella classifica che prevede solamente le auto che possono essere immatricolate per l'uso stradale.

## Caratteristiche tecniche
| | | | | | |
| Configurazione                                                                                       | | | | | |
| Carrozzeria: berlinetta                                                                              | Carrozzeria: berlinetta | Posizione motore: centrale | Posizione motore: centrale | Trazione: posteriore | Trazione: posteriore |
| Dimensioni e pesi                                                                                    | | | | | |
| Ingombri (lungh.×largh.×alt. in mm): 4702 × 2035 × 1147                                              | Ingombri (lungh.×largh.×alt. in mm): 4702 × 2035 × 1147                                                                         | Ingombri (lungh.×largh.×alt. in mm): 4702 × 2035 × 1147                                                                         | Ingombri (lungh.×largh.×alt. in mm): 4702 × 2035 × 1147                                                                         | Diametro minimo sterzata: | Diametro minimo sterzata: |
| Interasse: 2650 mm                                                                                   | Interasse: 2650 mm | Carreggiate: anteriore 1660 - posteriore 1650 mm                                                                                | Carreggiate: anteriore 1660 - posteriore 1650 mm                                                                                | Altezza minima da terra: | Altezza minima da terra: |
| Posti totali: 2                                                                                      | Posti totali: 2 | Bagagliaio: | Bagagliaio: | Serbatoio: | Serbatoio: |
| Masse                                                                                                | / in ordine di marcia: 1.155 kg                                                                                                 | / in ordine di marcia: 1.155 kg                                                                                                 | / in ordine di marcia: 1.155 kg                                                                                                 | / in ordine di marcia: 1.155 kg                                                                                                 | / in ordine di marcia: 1.155 kg                                                                                                 |
| Meccanica                                                                                            | | | | | |
| Tipo motore: Motore 12 cilindri a V di 65°, aspirato, in alluminio; rapporto di compressione: 13,4:1 | Tipo motore: Motore 12 cilindri a V di 65°, aspirato, in alluminio; rapporto di compressione: 13,4:1                            | Tipo motore: Motore 12 cilindri a V di 65°, aspirato, in alluminio; rapporto di compressione: 13,4:1                            | Cilindrata: (Alesaggio x corsa: 92,0 mm x 78,0 mm); totale: 6 262 cm³                                                           | Cilindrata: (Alesaggio x corsa: 92,0 mm x 78,0 mm); totale: 6 262 cm³                                                           | Cilindrata: (Alesaggio x corsa: 92,0 mm x 78,0 mm); totale: 6 262 cm³                                                           |
| Distribuzione: doppio albero a camme in testa, 4 valvole per cilindro a fasatura variabile           | Distribuzione: doppio albero a camme in testa, 4 valvole per cilindro a fasatura variabile                                      | Distribuzione: doppio albero a camme in testa, 4 valvole per cilindro a fasatura variabile                                      | Alimentazione: Iniezione Sequenziale Elettronica Bosch Motronic ME7                                                             | Alimentazione: Iniezione Sequenziale Elettronica Bosch Motronic ME7                                                             | Alimentazione: Iniezione Sequenziale Elettronica Bosch Motronic ME7                                                             |
| Prestazioni motore                                                                                   | Potenza: >800 CV (>588 kW) a 8 500 giri/min; potenza specifica: >127,75 CV (>94 kW) per litro / Coppia: 690 Nm a 5 750 giri/min | Potenza: >800 CV (>588 kW) a 8 500 giri/min; potenza specifica: >127,75 CV (>94 kW) per litro / Coppia: 690 Nm a 5 750 giri/min | Potenza: >800 CV (>588 kW) a 8 500 giri/min; potenza specifica: >127,75 CV (>94 kW) per litro / Coppia: 690 Nm a 5 750 giri/min | Potenza: >800 CV (>588 kW) a 8 500 giri/min; potenza specifica: >127,75 CV (>94 kW) per litro / Coppia: 690 Nm a 5 750 giri/min | Potenza: >800 CV (>588 kW) a 8 500 giri/min; potenza specifica: >127,75 CV (>94 kW) per litro / Coppia: 690 Nm a 5 750 giri/min |
| Frizione:                                                                                            | Frizione: | Frizione: | Cambio: semiautomatica a sei marce con comandi al volante                                                                       | Cambio: semiautomatica a sei marce con comandi al volante                                                                       | Cambio: semiautomatica a sei marce con comandi al volante                                                                       |
| Telaio                                                                                               | | | | | |
| Corpo vettura                                                                                        | telaio e corpo vettura in fibra di carbonio, con subframe posteriore in lega                                                    | telaio e corpo vettura in fibra di carbonio, con subframe posteriore in lega                                                    | telaio e corpo vettura in fibra di carbonio, con subframe posteriore in lega                                                    | telaio e corpo vettura in fibra di carbonio, con subframe posteriore in lega                                                    | telaio e corpo vettura in fibra di carbonio, con subframe posteriore in lega                                                    |
| Sterzo                                                                                               | a cremagliera servoassistito | a cremagliera servoassistito | a cremagliera servoassistito | a cremagliera servoassistito | a cremagliera servoassistito |
| Freni                                                                                                | anteriori: dischi / posteriori: dischi Brembo CCM in carboceramica con sistema anti-bloccaggio ABS                              | anteriori: dischi / posteriori: dischi Brembo CCM in carboceramica con sistema anti-bloccaggio ABS                              | anteriori: dischi / posteriori: dischi Brembo CCM in carboceramica con sistema anti-bloccaggio ABS                              | anteriori: dischi / posteriori: dischi Brembo CCM in carboceramica con sistema anti-bloccaggio ABS                              | anteriori: dischi / posteriori: dischi Brembo CCM in carboceramica con sistema anti-bloccaggio ABS                              |
| Pneumatici                                                                                           | anteriori: Bridgestone slick da 19", 483 mm x 229 mm, posteriori: Bridgestone slick da 19", 483 mm x 330 mm                     | anteriori: Bridgestone slick da 19", 483 mm x 229 mm, posteriori: Bridgestone slick da 19", 483 mm x 330 mm                     | anteriori: Bridgestone slick da 19", 483 mm x 229 mm, posteriori: Bridgestone slick da 19", 483 mm x 330 mm                     | anteriori: Bridgestone slick da 19", 483 mm x 229 mm, posteriori: Bridgestone slick da 19", 483 mm x 330 mm                     | anteriori: Bridgestone slick da 19", 483 mm x 229 mm, posteriori: Bridgestone slick da 19", 483 mm x 330 mm                     |
| Prestazioni dichiarate                                                                               | | | | | |
| Velocità: (senza limitazione) 390 km/h                                                               | Velocità: (senza limitazione) 390 km/h                                                                                          | Velocità: (senza limitazione) 390 km/h                                                                                          | Accelerazione: 0–100 km/h: 2,8 secondi                                                                                          | Accelerazione: 0–100 km/h: 2,8 secondi                                                                                          | Accelerazione: 0–100 km/h: 2,8 secondi                                                                                          |

### Esemplari prodotti
- 24 FXX color rosso con riga bianca
- 1 FXX colore giallo con riga bianca
- 1 FXX colore nero con riga bianca
- 1 FXX colore azzurro
- 1 FXX colore bianco
- 1 FXX colore grigio
- 1 FXX colore nero (n. 30 - di proprietà di Michael Schumacher)

## FXX Evoluzione

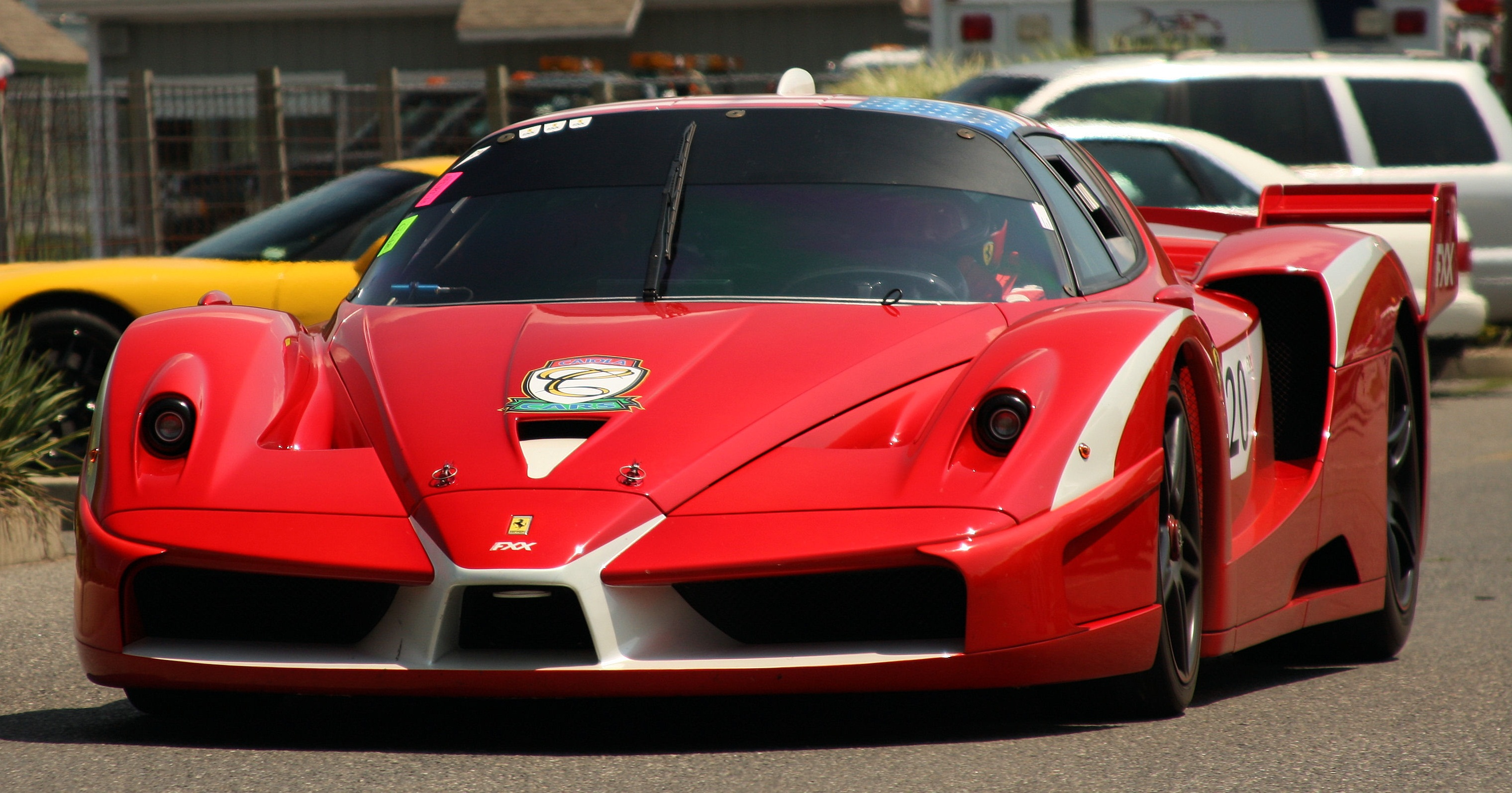
Una Ferrari FXX Evoluzione

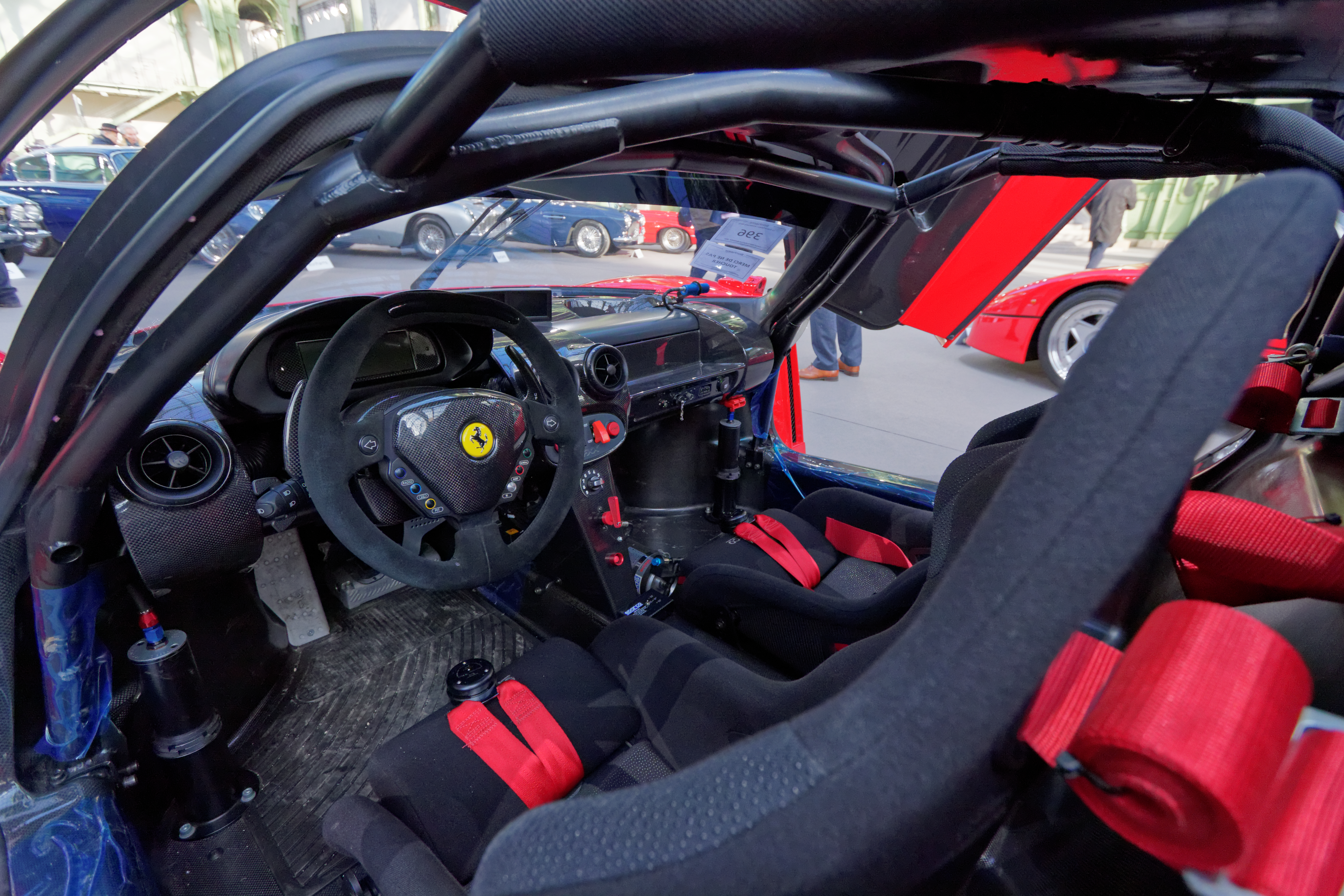
Interni di una Ferrari FXX Evoluzione

Il programma di sviluppo è stato esteso anche agli anni 2008 e 2009 con la presentazione di un kit di evoluzione che porta il propulsore ad erogare la potenza di 860 CV (632 kW) a 9500 giri/min. Altri miglioramenti sono stati apportati alla velocità del cambio, (tempo diminuito a 60 millisecondi, 20 in meno della FXX normale) e ai rapporti del cambio stesso, adattata ai nuovi regimi di rotazione del motore. Tra i punti forti spicca anche il controllo di trazione che prevede nove diverse impostazioni ed è frutto del travaso tecnologico dalle Ferrari di Formula 1. Migliorata anche la gestione degli pneumatici Bridgestone sempre da 19" di diametro, ora presentano un consumo più omogeneo del battistrada per mezzo dell'evoluzione delle sospensioni anteriori e un nuovo impianto frenante in materiale carboceramico fornito dalla Brembo, composto da dischi più grandi e con una durata delle pastiglie raddoppiata. Le preziose indicazioni fornite dai collaudatori, hanno permesso di sviluppare delle novità aerodinamiche: un nuovo diffusore posteriore e profili alari di nuova concezione montati al retrotreno hanno contribuito ad un miglioramento del 25% dell'efficienza aerodinamica.

### Specifiche tecniche FXX Evoluzione
- Potenza massima: 860 CV (632 kW) a 9500 giri/min
- Potenza specifica: 137 CV (101 kW) per litro
- Coppia motrice massima: 690 Nm a 5 750 giri/min
- Rapporto peso/potenza: 1,34 kg/CV